# 사뮈엘 움티티
사뮈엘 움티티(프랑스어: Samuel Umtiti, 1993년 11월 14일, 야운데 ~)는 프랑스의 축구 선수로, 현재 프랑스 리그 1의 릴 소속이다. 그는 중앙이나 좌측 수비수로 기용 가능하다. 움티티는 U-17, U-18, U-19 연령대의 청소년 대표팀으로 차출된 적이 있다. 그는 2010년 UEFA U-17 축구 선수권 대회에 참가한 U-17 대표팀의 일원이었다. 움티티는 2012년 1월 8일, 3-1로 이긴 리옹 뒤셰르와의 경기에서 프로 데뷔전을 치렀고, 선발로 나서서 끝가지 경기에 임하였다. 제레미 마티외가 부상으로 낙마함에 따라 움티티는 UEFA 유로 2016에 참가할 데샹호에 승선하였다.

## 통계

### 클럽
2016년 5월 1일 기준
| 클럽 | 시즌    | 리그 | 리그 | 컵1  | 컵1 | 리그컵 | 리그컵 | 유럽2 | 유럽2 | 합계 | 합계 |
| 클럽 | 시즌    | 출장 | 골   | 출장 | 골  | 출장   | 골     | 출장  | 골    | 출장 | 골   |
| ---- | ------- | ---- | ---- | ---- | --- | ------ | ------ | ----- | ----- | ---- | ---- |
| 리옹 | 2011–12 | 12   | 0    | 3    | 0   | 3      | 0      | 0     | 0     | 18   | 0    |
| 리옹 | 2012–13 | 26   | 1    | 0    | 0   | 0      | 0      | 6     | 1     | 32   | 2    |
| 리옹 | 2013–14 | 28   | 0    | 1    | 0   | 3      | 0      | 10    | 0     | 42   | 0    |
| 리옹 | 2014–15 | 35   | 1    | 2    | 0   | 1      | 0      | 2     | 1     | 40   | 2    |
| 리옹 | 2015–16 | 28   | 1    | 2    | 0   | 1      | 0      | 4     | 0     | 35   | 1    |
| 리옹 | 합계    | 129  | 3    | 8    | 0   | 8      | 0      | 22    | 2     | 167  | 5    |

1쿠프 드 프랑스 출전 횟수.
2UEFA 유로파리그 및 UEFA 챔피언스리그의 출전 횟수 포함.

## 수상
프랑스
- FIFA U-20 월드컵 : 우승 (2013)
- UEFA 유럽 축구 선수권 대회 : 준우승 (2016)
- FIFA 월드컵 : 우승 (2018)

개인
- 2018년 FIFA 월드컵 맨 오브 더 매치 : vs. 벨기에 (준결승전)